# Morti senza tomba
Morti senza tomba (Morts sans sépulture) è un'opera teatrale del 1946 di Jean-Paul Sartre.

## Trama
Francia, Seconda guerra mondiale. Cinque partigiani (una giovane donna e suo fratello minore, un ex studente, un greco e un loro compagno) vengono catturati e imprigionati in una soffitta. Uno ad uno sono condotti via, interrogati e torturati (fuori scena), e quindi riportati nella stanza.
Inaspettatamente, anche il capo del loro gruppo partigiano è condotto in cella: è stato fermato per un controllo, ma i carcerieri ignorano la sua vera identità, ed è quindi probabile che venga presto rilasciato.
Gli altri cinque prigionieri sono posti davanti alla tentazione di confessare la vera identità dell'uomo per ottenere la liberazione. Rifiutano però tutti di farlo, con l'eccezione del più giovane, terrorizzato dalla prospettiva della tortura e della fucilazione. I compagni, per impedirgli di parlare, lo uccidono.
Un altro prigioniero, consapevole di non riuscire a resistere sotto tortura, si suicida gettandosi dalla finestra durante l'interrogatorio.
Dopo il rilascio del loro capo, i tre superstiti hanno una possibilità di salvarsi, indicando come nascondiglio del loro capo un luogo dove quest'ultimo provvederà a lasciare il cadavere di un loro compagno, insieme a varie prove e documenti per far credere ai nazisti che il morto sia il capo del gruppo partigiano.
La ragazza, che è disgustata e sconvolta per la violenza subita e per la morte del fratello, rifiuta di effettuare la finta confessione, per evitare che i carnefici credano di averli piegati e sconfitti; i due compagni riescono infine a convincerla, e rivelano la finta ubicazione del loro capo. Ma i tre superstiti vengono ugualmente fucilati da un carceriere che rinnega la parola data.

## Tematiche
Il dramma affronta alcune tematiche tipiche di Sartre, quali il rapporto con la morte, l'arbitrarietà e l'assurdità del reale, la scelta e la libertà.